# Чигиринське лісництво
Чигири́нське лісництво — структурний підрозділ Чигиринського лісового господарства Черкаського обласного управління лісового та мисливського господарства.
Офіс знаходиться у м. Чигирин, Чигиринський район, Черкаська область.
На базі лісництва функціонує лісопожежна станція із зоною обслуговування Чигиринського, Яничанського та Матвіївського лісництв, площа обслуговування — 15583 га.

## Лісовий фонд
Лісництво охоплює ліси Чигиринського району.

## Об'єкти природно-заповідного фонду
У віданні лісництва знаходяться об'єкти природно-заповідного фонду:
- ботанічні заказники місцевого значення Берестово, Гущівський,
- гідрологічний заказник місцевого значення Озерце біленьке.

## Галерея

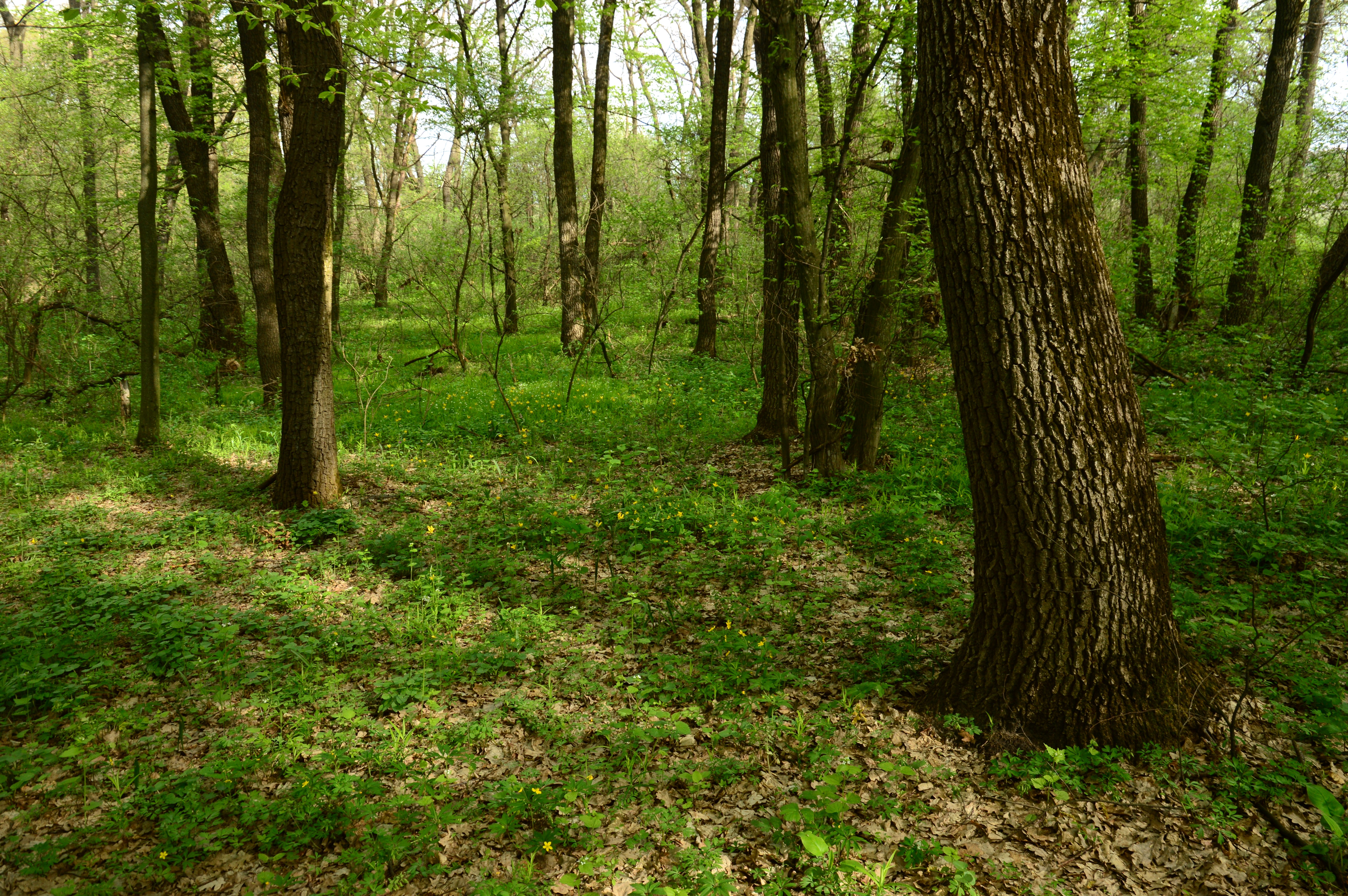
Діброва в заказнику Берестово
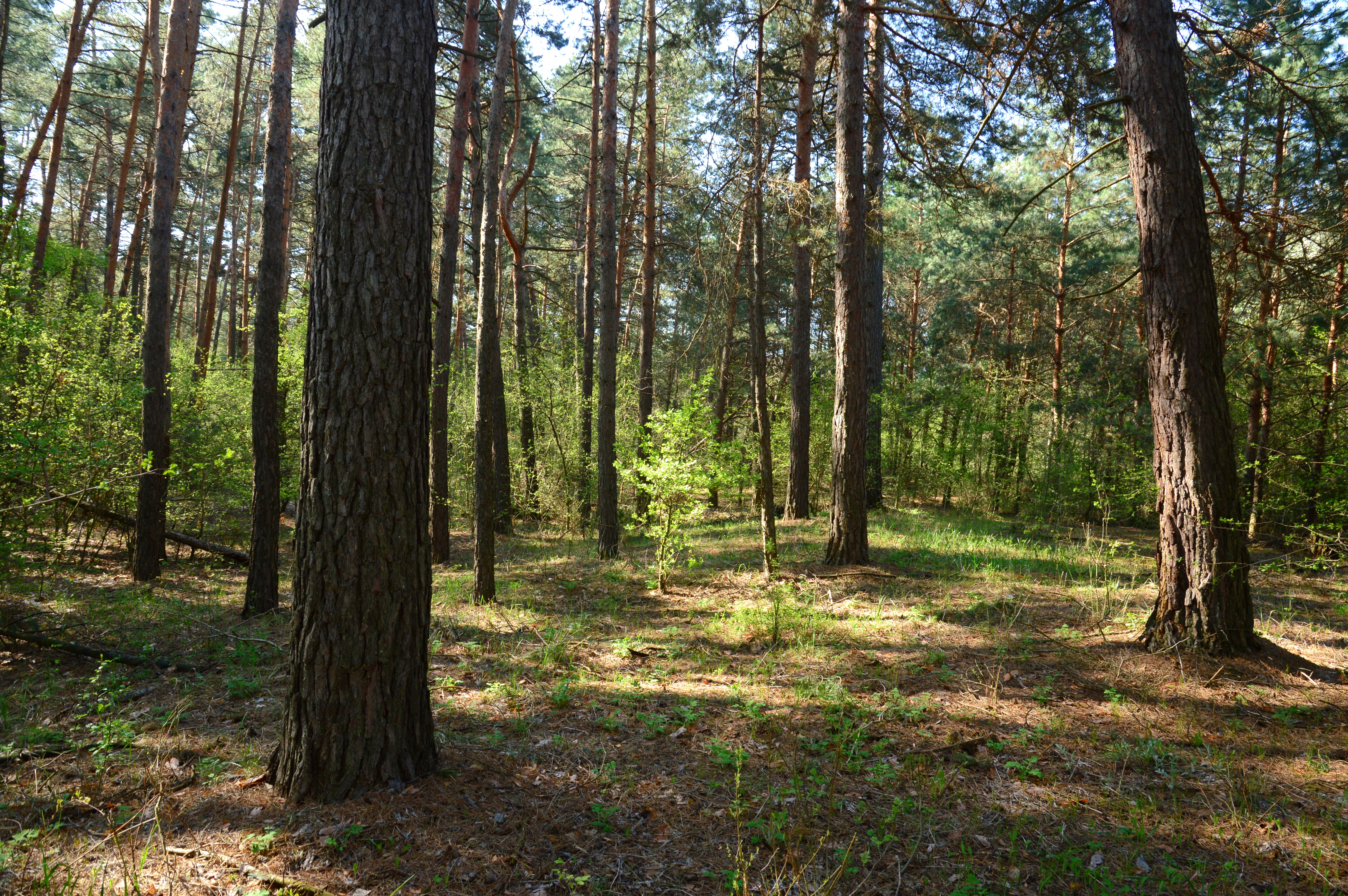
Ліс у заказнику Гущівський